# Hoffmannseggia microphylla
Hoffmannseggia microphylla là một loài thực vật có hoa trong họ Đậu. Loài này được Torr. miêu tả khoa học đầu tiên.